# Mateusz Bogucki
Mateusz Bogucki (* 1. April 1973) ist ein polnischer Mittelalterarchäologe und Numismatiker.

## Werdegang
Er studierte 1994 bis 2005 am Archäologischen Institut der Universität Warschau. Er verfasste 2000 seine Magisterarbeit über einen frühmittelalterlichen Silberschmuckschatzfund aus dem Dorf Brodzikowo, Wojewodschaft Warminsko-Mazurskie bei Andrzej Buko. 2005 wurde er mit einer Dissertation über Handels- und Handwerkszentren in der baltischen Zone im frühen Mittelalter bei Andrzej Buko promoviert. Seit 2004 arbeitet er als Archäologe und Numismatiker am Institut für Archäologie und Ethnologie, Abteilung mittelalterliche Archäologie, der Akademie der Wissenschaften in Warschau.
Bogucki ist Projektleiter bei der Neu-Inventarisierung der frühmittelalterlichen Münzfunde in Polen (400–1150). Er hat überdies eine Abkehr der bisherigen Forschungsmeinung bewirkt, dass eine Münzprägung der ersten polnischen Könige nur zu Repräsentationszwecken geschehen sei, da er in zahlreichen Einzelstudien nachweisen konnte, dass die Könige und möglicherweise auch Magnaten häufig westeuropäische Vorbilder anonym imitierten. Im Oktober 2015 wurde er an der Universität Warschau habilitiert.
Gemeinsam mit Aleksander Bursche organisiert er den 16. Internationalen Numismatischen Kongress 2021 in Warschau.
2007 erhielt er die „Robinson Visiting Studentship“ am Wolfson College und Fitzwilliam Museum der Universität Cambridge.
2013 war der Visiting Researcher der Universität Aarhus, Dänemark.

## Veröffentlichungen (Auswahl)

### Mitautor
- mit Marek Franciszek Jagodziński und Daniel Makowiecki: Katalog przedmiotów z poroża i kości z Janowa Pomorskiego. = Katalog of antler and bone objects from Janów Pomorski. In: Eugeniusz Cnotliwy: Przedmioty z poroża i kości z Janowa Pomorskieg. = Antler and bone objects from Janów Pomorski (= Studia nad Truso. 2). 3 Bände. Muzeum Archeologiczno-Historyczne w Elblągu, Elbing 2013, ISBN 978-83-919291-2-4, S. 221–259.
- mit Dobrochna Gorlińska, Stanisław Suchodolski, Peter Ilisch, Dorota Malarczyk und Tomasz Nowakiewicz: Frühmittelalterliche Münzfunde aus Polen. Inventar 3: Frühmittelalterliche Münzfunde aus Masowien, Podlachien und Mittelpolen. Institut für Archäologie und Ethnologie der Polnischen Akademie der Wissenschaften, Warschau 2015, ISBN 978-83-63760-61-8.
- mit Peter Ilisch, Dorota Malarczyk, Michał Kulesza, Jerzy Piniński und Tomasz Nowakiewicz: Frühmittelalterliche Münzfunde aus Polen. Inventar 5: Frühmittelalterliche Münzfunde aus Ermland und Masuren. Funde aus Polen 2011–2013. Addenda et corrigenda. Institut für Archäologie und Ethnologie der Polnischen Akademie der Wissenschaften, Warschau 2016, ISBN 978-83-63760-85-4.

### Mitherausgeber
- mit Stanisław Suchodolski: Money circulation in Antiquity, the Middle Ages and modern times. Time, range, intensity. International Symposium of the 50th anniversary of „Wiadomości numizmatyczne“. Warsaw, 13–14 October 2006. Wydawnictwo Avalon, Warschau u. a. 2007, ISBN 978-83-60448-38-0.
- mit Beata Jurkiewicz: Janów Pomorski, stan. 1: Wyniki ratowniczych bada archeologicznych w latach 2007–2008. = Janów Pomorski, site. 1: Archaeological rescue excavations in 2007–2008 (= Studia nad Truso. 1, 1–3). 3 Bände. Muzeum Archeologiczno-Historyczne w Elblągu, Elbing 2012, ISBN 978-83-63016-12-8;
  - Band 1: Od paleolitu do wczesnego okresu wędrówek ludów. = From the paleolithic to the early migration period (= Studia nad Truso. 1, 1). 2012;
  - Band 2: Od późnego okresu wędrówwk ludów do nowożytności. = From the late migration period to the modern era (= Studia nad Truso. 1, 2). 2012;
  - Band 3: Analizy. = Analysis (= Studia nad Truso. 1, 3). 2012.
- mit Peter Ilisch und Stanisław Suchodolski: Frühmittelalterliche Münzfunde aus Polen. Inventar. Institut für Archäologie und Ethnologie der Polnischen Akademie der Wissenschaften, Warschau 2013–*
- mit Marian Rębkowski: Economies, Monetisation and Society in the West Slavic Lands 800-1200 AD. Wolińskie Spotkania Mediewistyczne II. Wydawnictwo Instytutu Archeologii i Etnologii PAN u. a., Stettin 2013, ISBN 978-83-63760-16-8.

Seit 2004 veröffentlichte er zahlreiche Aufsätze in numismatischen und archäologischen Zeitschriften in Polen sowie im Ausland und Sammelbänden zu den Anfängen der Geldbenutzung in Polen sowie zu den frühmittelalterlichen Handelsniederlassungen an der Ostsee.